# Nei panni dell'altra
Nei panni dell'altra (Me Myself I) è una commedia australiana del 1999 diretta da Pip Karmel. 

## Trama
La trentenne single Pamela Drury è una giornalista di successo che comincia a rimpiangere di non avere un legame sentimentale stabile e una famiglia. Dopo un fallito tentativo di suicidio nella vasca da bagno, si ritrova intrappolata per alcuni giorni nella vita del suo alter ego Pamela Dickson, anche lei giornalista (ma meno quotata), sposata con l’imprenditore edile Robert e madre di tre figli. 

## Colonna sonora
È presente il brano Ça plane pour moi.

## Riconoscimenti
- Due premi all'Australian Screen Sound Guild.
- Miglior opera prima al Festroia International Film Festival.[1]
- Due candidature all'Australian Film Institute Award: miglior regia, miglior sceneggiatura, miglior attrice protagonista e miglior montaggio.[2]